# مبدل حرارتی زمینی

## مبدل حرارتی زمین
این مقاله درارتباط با تونل‌های زمین است. برای مجرای زمینی پمپ‌های حرارتی، با پمپ‌های حرارتی ژئوترمال آشنا شوید.
مبدل حرارتی زمین، یک مبدل حرارتی زیرزمینی است که می‌تواند گرما را به دام بیندازد و / یا باعث پراکندگی گرما به زمین شود. آن‌ها از دمای نزدیک به دمای نهانی ثابت زمین، هوای گرم یا هوای سرد یا مایعات دیگر را برای کاربرد مسکونی، کشاورزی یا صنعتی، استفاده می‌کنند. اگر هوا ی ساختمان از طریق مبدل حرارتی برای تهویهٔ بازیابی حرارت دمیده شود، لوله‌های زمین (همچنین به عنوان لوله‌های خنک‌کنندهٔ زمین یا لوله‌های گرم‌کنندهٔ زمین شناخته می‌شوند) در اروپا یا مبدل‌های حرارتی زمین هوا (EAHE یا EAHX) در شمال آمریکا نامیده می‌شوند. این سیستم‌ها با چندین نام دیگر هم شناخته می‌شوند، از قبیل: مبدل‌های حرارتی هوا به خاک، کانال‌های زمین، سیستم‌های تونل زمین هوا، مبدل حرارتی لوله‌های زمینی، گربه روها، مبدل‌های حرارتی زیرخاک، پیچیدگی‌های حرارتی، لوله‌های هوا در زیر زمین و …
لوله‌های زمین اغلب یک جایگزین مناسب و مقرون به صرفه یا مکمل سیستم‌های گرمایش یا تهویه مطبوع مرکزی است که متعارف از هیچ کمپرسور، مواد شیمیایی یا مشتعل نیست و تنها دمندگان، نیاز به حرکت هوا دارند. این برای سهولت تهویه هر دو مشتقات جزئی یا کامل خنک‌کننده یا گرم‌کننده استفاده می‌شود. استفاده از آن‌ها می‌تواند در جهت دستیابی به استانداردهای منفعل خانه و ساختمان‌ها یا صدور گواهینامه LEED کمک کند.
مبدل‌های حرارتی زمین هوا در امکانات کشاورزی (ساختمان‌های مربوط به حیوانات) و امکانات باغبانی (گلخانه) در ایالات متحده در طول چند دهه گذشته‌استفاده شده‌است و در رابطه با دودکش خورشیدی در مناطق گرمِ خشک برای هزاران سال مورد استفاده قرار گرفته‌است، شاید آغاز آن از فرمانروایی ایرانی بوده باشد. پیاده‌سازی این سیستم در اتریش، دانمارک، آلمان، و هند از اواسط ۱۹۹۰ نسبتاً شایع شده‌است، و به آرامی در شمال آمریکا به تصویب رسید. مبدل حرارتی زمین نیز ممکن است از آب یا ضدیخ به عنوان یک سیال انتقال حرارت استفاده کند، اغلب در ارتباط با پمپ حرارتی زمین گرمایی است. توجه کنید، برای مثال مبدل‌های حرارتی زیرزمینی. ادامهٔ این مقاله در وهلهٔ نخست با مبدل‌های حرارتی زمین-هوا یا لوله‌های زمین است.

## طراحی
تهویه بازیابی گرما، اغلب شامل مبدل حرارتی زمین به هواست، که برای رسیدن به استاندارد passivhaus آلمانی، ضروری است.
مبدل‌های حرارتی زمین هوا می‌تواند برای عملکرد با چندین برنامهٔ نرم‌افزاری کاربردی با استفاده از اطلاعات اندازه‌گیری آب و هوا، پردازش کند. این نرم‌افزارهای کاربردی شامل گایا، آواداکت حرارتی، انرژی پلاس، L-EWTSim, WKM، و دیگران است. با این حال، تعداد زیادی از سیستم‌های مبدل حرارت زمین هوا، طراحی و به‌طور نادرست ساخته شده‌است، و موفق به برآورده کردن انتظارات طراحی نشده‌اند. به نظر می‌رسد مبدل‌های حرارتی زمین هوا بهترین راه حل برای پیش درمانی هوا و نه برای گرمایش یا سرمایش کامل است. پیش درمانی هوا برای پمپ گرمایی هوا منبع یا پمپ گرما یی زمین منبع اغلب بهترین بازگشت اقتصادی در سرمایه‌گذاری، با بازپرداخت ساده در عرض یک سال پس از نصب را فراهم می‌کند.
اکثر سیستم‌ها معمولاً از قطر ۱۰۰–۶۰۰ میلی‌متر (۴ تا۲۴ اینچ)، دیوارهٔ صاف (به‌طوری‌که آن‌ها به سادگی نمی‌توانند رطوبت و کپک قارچی را به دام بیندازند)، پلاستیک سخت یا نیمه سخت، لوله‌های فلزی با پوشش پلاستیکی یا لوله‌های پلاستیکی پوشش داده شده با لایه ضد میکروبی درونی، دفن درعمق ۱٫۵ تا ۳ متر (۵ تا ۱۰ فوت) زیر زمین که در آن درجه حرارت محیط زمین به‌طور معمول ۱۰–۲۳ °C (50-73 °F) در تمام طول سال در عرض‌های جغرافیایی معتدل که بیشتر انسان‌ها زندگی می‌کنند، تشکیل شده‌است. دمای زمین با افزایش عمق پایدار تر می‌شود. در مناطق کم عمق خاکی با سنگ بستر یا طاقچه در نزدیکی لوله‌های سطح می‌توان با عایق سلولی بسته در یک چتر گسترده که با عمق مؤثر بزرگتر نیاز به دفن عمیق لوله حذف می‌شود، پوشیده شده‌است.
لوله‌های قطر کوچک‌تر نیاز به انرژی بیشتر برای حرکت هوا و نیاز کمتر به تماس با سطح زمین دارند. لوله‌های بزرگتر اجازهٔ جریان هوای آهسته‌تر، که همچنین منجر به انتقال انرژی کارآمد تر و اجازهٔ حجم بسیار بالاتر منتقل شده، امکان تبادل هوا در یک دوره زمانی کوتاه‌تر، را می‌دهند. هنگامی که، به عنوان مثال، شما می‌خواهید ساختمان را از رایحه‌های اعتراض‌آمیز یا دود پاک کنید. این کار مؤثرتر است که هوا را از طریق یک لوله بلند بکشیم تا با فن. دودکش خورشیدی می‌تواند گرمای طبیعی (افزایش هوای گرم) برای ایجاد یک خلاء به منظور جلب فیلتر هوای لوله خنک‌کننده غیرفعال را از طریق بزرگترین قطر لوله‌های خنک‌کننده انتقال دهد. انتقال گرمای طبیعی کندتر از استفاده از یک فن با انرژی خورشیدی است. در ساخت و ساز لوله - دو خم ۴۵ درجه با تلاطم کمتر و جریان هوای کارآمدتر باید از زاویهٔ ۹۰ درجه تیز پرهیز کرد. در حالی که لوله‌های با دیوارهٔ صاف در حرکت هوا کارآمد تر هستند، آن‌ها در انتقال انرژی کمتر کارآمد می‌باشند.
در اینجا سه پیکربندی، یک طراحی حلقه بسته، یک سیستم باز «هوای تازه» یا ترکیبی وجود دارد:
- سیستم حلقه بسته: هوا از داخل خانه یا ساختاری که از طریق یک حلقه U شکل به‌طور معمول ۳۰ تا ۱۵۰ متر (۱۰۰ تا ۵۰۰ فوت) از لوله(ها) است که در آن تعدیل نزدیک به درجه حرارت زمین قبل از بازگشت به توزیع از طریق کانال در سراسر خانه یا ساختار دمیده می‌شود. سیستم حلقه بسته از یک سیستم باز، مؤثرتر خواهد بود (در درجه حرارت زیاد هوا)، زمانی‌که خنک شود و هوا را به همان اندازه خنک کند.
- سیستم باز: هوا ی خارج از هوای فیلتر جذب شده (حداقل ارزش گزارش کارایی MERV 8+ فیلتر هوا توصیه می‌شود). لوله‌های خنک‌کننده به‌طور معمول ۳۰ متر (۱۰۰ فوت) لوله‌های مستقیم طولانی به خانه است. یک سیستم باز در ترکیب با تهویه بهبود انرژی را می‌توان تقریباً کارآمد (۸۰–۹۵٪) دانست مانند یک حلقه بسته، که ورود هوای تازه، تصفیه و معتدل را تضمین می‌کند.
- سیستم ترکیبی: این را می‌توان با دامپر که اجازه می‌دهد عملیات بسته یا باز، بسته به نیاز تهویه هوای تازه ساخته شود. چنین طراحی، حتی در حالت حلقه بسته، می‌تواند یک مقدار هوای تازه هنگامی که افت فشار هوا توسط دودکش خورشیدی، خشک کن لباس، شومینه، آشپزخانه یا حمام منافذ خروجی ایجاد شده‌است، جلب کند. این بهتر است که برای کشش از هوای لوله فیلتر خنک‌کننده غیرفعال از هوا خارج غیرشرطی است.

تنها گذر مبدل‌های حرارتی هوا زمین ارائه پتانسیل برای بهبود کیفیت هوای داخل ساختمان بیش از سیستم‌های معمولی با ارائه یک منبع هوا در فضای باز افزایش یافته‌است. در برخی از تنظیمات از سیستم‌های تک پاس، یک منبع مستمر هوا در فضای باز ارائه شده‌است. این نوع از سیستم معمولاً شامل یک یا چند واحد بازیابی حرارت تهویه مطبوع است.

### پیچیدگی‌های حرارتی
در پیچ و خم حرارتی به عنوان یک لوله زمین عملکرد یکسان دارد، اما آن‌ها معمولاً از یک فضای راست حجم بزرگتر تشکیل می‌شوند، گاهی اوقات به زیرزمین ساختمان یا در زیر طبقهٔ زمین که به نوبه خود تقسیم بر دیوارهای داخلی متعدد به شکل یک راه هوای تودرتو می‌شود، گنجانیده می‌شوند. ماکسی میسینگ طول مسیر هوا را انتقال حرارت بهتر را تضمین اثر می‌کند. ساخت و ساز دیوارهای پرپیچ و خم، طبقه‌ها، و دیوارهای تقسیم‌کننده به‌طور معمول از بالاترین جرم و بلوک بتن حرارتی، با دیوارهای خارجی و کفِ در تماس مستقیم با زمین‌های اطراف صورت می‌گیرد.

## ایمنی
اگر رطوبت و استعمار کپک وابستهٔ آن در طراحی سیستم درنظرگرفته نشده باشد، کارکنان ممکن است با خطرات بهداشتی مواجه شوند. در برخی از محل‌ها، رطوبت در لوله‌های زمین ممکن است به سادگی با زهکشی کنش پذیر کنترل گردد، اگر سطح آب به اندازه کافی عمیق و نفوذپذیری خاک نسبتاً بالا باشد. در شرایطی که زهکشی کنش پذیر عملی نیست یا باید برای کاهش بیشتر رطوبت، کار اضافه انجام شود، سیستم‌های فعال (دستگاه رطوبت زا) یا غیرفعال (خشک کن) ممکن است جریان هوا افزوده شود.
پژوهش‌های رسمی نشان می‌دهد که مبدل‌های حرارتی زمین هوا، آلودگی هوای تهویهٔ ساختمان را کاهش می‌دهند. رابیندرا (۲۰۰۴) می‌گوید، "تونل (مبدل حرارتی زمین هوا) برای حمایت از رشد باکتری‌ها و قارچ‌ها ساخته نمی‌شوند؛ بلکه به منظور کاهش مقدار باکتری‌ها و قارچ و در نتیجه تولید هوای امن تر برای تنفس انسان ساخته می‌شوند؛ بنابراین روشن است که استفاده از EAT (تونل هوا زمین) تنها به صرفه جویی انرژی کمک نمی‌کند بلکه به کاهش آلودگی هوا با کاهش باکتری‌ها و قارچ‌ها کمک می‌کند.
در یک مطالعه از دوازده مبدل‌های حرارتی زمین هوا مختلف در طراحی، مواد لوله، اندازه و سن، اظهار داشت، این مطالعه به دلیل نگرانی از رشد بالقوه میکروبی در لوله‌های مدفون سیستم‌های زمین هوا انجام شد. با این حال نتایج نشان دادند، که هیچ رشد مضری رخ نمی‌دهد و این که غلظت هوا از اسپور زنده و باکتری‌ها، با چند مورد استثناء، حتی پس از عبور از لوله سیستم کاهش می‌یابد، و اظهار داشت، بر اساس این تحقیقات بهره‌برداری از سیستم زمینی به جای مبدل‌های حرارتی هوا همواره قابل قبول است تا زمانی که کنترل به‌طور منظم در حال انجام است و امکانات تمیز کردن مناسب در دسترس باشند.
استفاده از آب و هوا در لوله‌های زمینی با یا بدون مصالح ضد میکروبی بسیار مهم است که لوله‌های خنک‌کننده زیر زمینی یک تخلیه تراکم عالی و برای اطمینان از حذف ثابت آب تغلیظ شده از لوله در ۲–۳ درجه نصب شوند. زمانی‌که در یک خانهٔ بدون زیرزمین در سطح صاف اجرا می‌شود، می‌توان با استفاده از لوله‌های زمین بدون مواد ضد میکروبی، برج تراکم خارجی را در عمق کمتر از جایی که لوله‌ها جهت خارج کردن آب از برج وارد خانه می‌شوند کار گذاشته شود. نصب و راه‌اندازی برج تراکم نیاز به استفاده از یک پمپ اضافه میعاناتدارد که در آن حذف آب از برج صورت گیرد. برای نصب در خانه‌های دارای زیر زمین، لوله‌ها درجه‌بندی می‌شوند به‌طوری‌که تخلیه تراکم واقع در در پایین‌ترین نقطهٔ خانه است. در هر نصب، لوله باید به‌طور مداوم به سمت شیب برج تراکم یا تخلیهٔ تراکم باشند. سطح داخلی لوله، از جمله تمام مفاصل باید برای کمک به جریان و حذف میعانات صاف باشد. لوله راه راه یا آجدار و مفاصل داخلی خشن نباید مورد استفاده قرار گیرد. اتصالات مفاصل لوله‌ها هم باید به اندازه کافی برای جلوگیری از نفوذ آب یا گاز تنگ باشد. مهم است که در مناطق جغرافیایی خاص از نفوذ مادهٔ رادیواکتیو، به مفاصل جلوگیری شود. مواد متخلخل مانند لوله‌های بتنی بدون پوشش نمی‌توانند مورد استفاده قرار گیرند. در حالت ایده‌آل، لوله‌های زمین باید با لایه‌های درونی ضد میکروبی در تأسیسات استفاده شود تا رشد بالقوه قارچها و باکتری‌ها در داخل لوله مهار کند.

## اثربخشی
پیاده‌سازی مبدل‌های حرارتی زمین هوا برای هر دو خنک‌کنندهٔ مشتقات جزئی یا کامل و / یا گرم‌سازی تهویه تأسیسات هوا، موفقیت‌هایی داشته‌اند. بدون شک مطبوعات شناخت خوبی در مورد استفاده از سیستم‌های پشتیبان و غیر پشتیبان عمومیت بخشیده‌است. از جنبه‌های کلیدی، مبدل‌های حرارتی زمین هوا ماهیتی منفعل و تنوع گسترده‌ای از شرایط در سیستم‌های طبیعی دارند.
مبدل‌های حرارتی زمین هوا می‌توانند در هر دو نوع بالا /جلو بسیار مقرون به صرفه باشند ازجمله هزینه‌های سرمایشی و همچنین عملیات طولانی مدت و هزینه‌های نگهداری با این حال، این تفاوت عمیق بسته به عرض جغرافیایی محل، ارتفاع، درجه حرارت محدودهٔ زمین، درجه حرارت مطلق و حداکثر رطوبت نسبی، تابش خورشیدی، جدول آب، نوع خاک (هدایت حرارتی)، بهره‌وری رطوبت خاک و طراحی فراگیر از قسمت بیرونی ساختمان / عایق می‌باشد. به‌طور کلی، خاک خشک و چگالی کم با عدم یا کمبود سایه به روی زمین حداقل سود عملکرد را خواهد داشت، در حالی که خاک متراکم مرطوب با سایه قابل توجهی باید به خوبی نقش ایفا کند. سیستم‌های آبیاری قطره‌ای آهسته ممکن است عملکرد حرارتی را بهبود بخشند. خاک مرطوب در تماس با لوله‌های خنک‌کننده خاصیت هدایت حرارتی بهتری از خاک خشک دارد.
لوله‌های خنک‌کنندهٔ زمین در آب و هوای گرم و مرطوب بسیار کمتر مؤثر هستند (مانند فلوریدا) که در آن محدودهٔ دمای زمین به دمای آسایش انسان نزدیک است. درجه حرارت زمینی بالاتر از محیط، اثر کمتری را برای خنک‌کننده گی و رطوبت دهندگی دارا می‌باشد. با این حال، می‌توان آن‌ها را در نیمه سرد و مرطوب، جایگزین مصرف هوای تازه برای منطقه حائل حرارتی خورشیدی منفعل مانند مناطق اتاق رختشویی، یا اتاق حمام آفتاب / گلخانه، به ویژه جاهای دارای وان آب داغ، شنا آبگرم، یا استخر شنا داخل ساختمان، جایی که هوای گرم و مرطوب در تابستان، و یک منبع از خشک کن خنک‌کننده، مورد استفاده واقع شود.
برای مبدل‌های حرارتی زمین هوا، به‌طور کامل همهٔ مناطق و سایت‌ها مناسب نمی‌باشند. شرایطی که ممکن است مانع یا جلوگیری از اجرای صحیح می‌شود: شامل سنگ بستر کم عمق، سطح آب بالا، و فضای کافی در میان دیگران است. در برخی مناطق، تنها خنک‌کننده یا گرم‌کننده ممکن است توسط مبدل‌های حرارتی زمین هوا پشتیبانی شوند. در این مناطق، پیش‌بینی برای پرسازی مجدد حرارتی از زمین، باید مخصوص در نظر گرفته شود. در سیستم‌های عملکرد دوگانه (هر دو گرمایش و سرمایش)، در فصل گرم، شارژ حرارتی زمین را برای فصل سرد و در فصل سرد، شارژ حرارتی زمین را برای فصل گرم فراهم می‌کند، هر چند، بار سنگین مخزن حرارتی باید حتی با سیستم‌های کارکرد دوگانه در نظر گرفته شود. در محدودهٔ رناتا، یک شرکت برجسته داروسازی در بنگلادش، سعی در رهبری یک پروژه آزمایشی و تلاش برای پیدا کردن اینکه آیا می‌توانند از تکنولوژی تونل هوا زمین برای تکمیل سیستم تهویه مطبوع معمولی استفاده کنند، دارند. لوله‌های بتنی (طول کل ۶۰ فوت، قطر داخلی ۹ اینچ، قطر خارجی ۱۱ اینچ) در عمق ۹ فوت در زیر زمین قرار داده شد و یک دمنده ۱٫۵ کیلو وات قدرت مجاز بکارگرفته شد. درجه حرارت زیرزمینی در آن عمق حدود ۲۸ درجه سانتی گراد به دست آمد. میانگین سرعت هوا در تونل حدود 5 m / s بود. ضریب عملکرد (COP) از مبدل حرارتی زیرزمینی در نتیجه طراحی ضعیف در محدوده ۱٫۵–۳ بود. نتایج، مقامات را متقاعد کرد که در آب و هوای گرم و مرطوب، پیاده‌سازی مفهوم مبدل‌های حرارتی زمین هوا غیرعاقلانه است. خنک‌کنندهٔ متوسط (زمین خود را) محیط زیست، به علت‌های اساسی عدم موفقیت در اصول گرمایی، مناطق مرطوب (بخش‌هایی از جنوب شرقی آسیا، فلوریدا در ایالات متحده آمریکا و غیره) در دمای نزدیک به محیط اطراف اتفاق می‌افتد. با این حال، محققان از مکان‌هایی مانند انگلستان و ترکیه گزارش دلگرم‌کنندهٔ (COP)های بالاتر از ۲۰ را داده‌اند. به نظر می‌رسد در هنگام برنامه‌ریزی مبدل حرارتی زمین هوا، درجه حرارت زیرِ زمین باید از اهمیت بالایی برخوردار باشد.

## اثرات محیطی
در زمینه کاهش ذخایر سوخت فسیلی عصر حاضر، افزایش هزینه‌های برق، آلودگی هوا و گرم شدن کره زمین، یقیناً طراحی لوله‌های خنک‌کنندهٔ زمین ارائهٔ یک جایگزین پایدار برای کاهش یا حذف نیاز به سیستم‌های کمپرسور تهویه مطبوع بر اساس عرف، در آب و هوای غیر گرمسیری می‌باشد. آن‌ها همچنین ارائه سود اضافه شده از کنترل، فیلتر، نیروی جذب شده از دمای هوای تازه، که به ویژه در دخول هوا باارزش است، عایق بندی خوب، بهره‌وری ساختمان را تأمین می‌کنند.

## آب در زمین
آب جایگزینی برای مبدل حرارتی زمین به هوا در مبدل حرارتی زمین است. این به‌طور معمول شبیه به یک لوله پمپ زمین گرمایی است که به صورت افقی در خاک جاسازی شده (یا می‌تواند یک وسیلهٔ اندازه‌گیری عمودی باشد) و به عمق مشابه از مبدل حرارتی زمین هوا قرار دارد. حدود دو برابر طول لوله از قطر ۳۵ میلی‌متر، ۸۰ متر در مقایسه با EAHX از ۴۰ متر، از آن استفاده می‌کند. سیم پیچ مبدل حرارتی قبل از ورودی هوا از ونتیلاتور بازیابی حرارت، قرار می‌گیرد. به‌طور معمول یک مایع آب نمک (آب به شدت شور) به عنوان مایع مبدل حرارتی استفاده می‌شود.
بسیاری از تأسیسات اروپا در حال حاضر با استفاده از این راه‌اندازی با توجه به سهولت نصب و راه‌اندازی، کار می‌کنند. به دلیل کاهش کپک قارچی کم خطر و ایمن به حساب می‌آید.